# Árpád-házi Szent Erzsébet-templom (Halásztelek)
Az Árpád-házi Szent Erzsébet-templom Halásztelek központjában, a Kisgyár utcában áll. A templom az 1970-es–80-as évek egyik jelentős organikus alkotása, tervezője Csete György.

## Története
1953-ban jött létre az önálló Árpád házi Szent Erzsébet Egyházközség és Plébánia.
1971-től az Árpád-házi Szent Erzsébet egyházközösség plébánosi teendőit Szenderffy Ferenc, egykori tököli káplán látta el.
A halásztelki templom 1976 és 1986 között épült, a római katolikus és a görögkatolikus hívek összefogásával, Szenderfi Ferenc plébános kezdeményezésére. A templom épülete ősi magyar sátorforma, szimbolizálva ezzel az égbolt és a föld találkozását. A templom tér a hagyományos katolikus templomok térszervezésével felhagyva centrális teret alkot, ahol a félgömb kupola középpontjában helyezkedik el az oltár. A tér belső elrendezésénél az aranymetszés szabályait alkalmazták. Tervezője Csete György építőművész és Dulánszki Jenő statikus volt. A belsőépítészeti kialakításban Csete Ildikó iparművész segített.
Csete György a radikális organikusok csoportjához tartozik. Épületei a magyar történelemhez kapcsolódnak, templomai rendszerint centrális elrendezésűek, többszintesek, így 1982-es halásztelki temploma is, mely az első szakrális építménye. Ez tulajdonképpen egy rézlemez-fedésű félgömb, mely formájában a magyar sátrat, a jurtát idézi. Az épület belső szerkezete – mintegy negatív formaként – a gömb formájú szentségházon rajzolódik ki. A nyíló rózsát mintázó oltár a templom titulusának és védőszentjének, Szent Erzsébetnek a legendájára utal.
Előzőleg csak szűkös miséző hely volt a településen. A hetvenes évek végén kapott az egyházmegye engedélyt az új templom megépítésére, de csak akkora alapterületű lehetett, mint a korábbi miséző helyként is használt paplak. Csete György építész szellemes ötlete volt, hogy ide egy háromszintes „jurtát” kell építeni. Az első szint földbe mélyesztve a plébánia közösségi termeinek ad helyet, a második szint a plébánia - mindez betonból, illetve téglából, köralaprajzzal - és a felső szint a félgömb alakú, fából készült jurtatemplom, kívül rézlemezborítással. A templom stílszerűen föntről kapja a fényt. A hajdani miséző hely egyetlen valamire való művészi alkotása egy szép tiroli Szent Erzsébet-szobor volt. A jurtatemplomnak is ez lett az ékessége, és ezért választották Szent Erzsébetet a templom védőszentjéül.

## A templom térszervezése
A halászteleki templom az ország egyetlen jurtatemploma.  A 16 sarokkal közrefogott gömbhéj, a magyar Szent Korona boltozatának formáját veszi fel, nyitott opeionja fölött kis szögben elfordított latin kereszttel. A templom kialakításában Csete György kozmikus világmodellje jelenik meg.

## A templom berendezése
A keresztelő pult és a papi szék gótikus elemeket tartalmaz, az oltár pedig rendhagyóan kör formájú. A tabernákulumot a templom szerkezetének kicsinyített másaként a helyi SzIMFI dolgozói készítették. Az oltár mögötti zászlókat, a miseruhát és az  oltárterítőt  Csete György felesége, Csete Ildikó textilművész készítette. Az oltár mögött a zászlók előtt lévő korpusz Homonnay Borbás Zoltán Bányán élő fafaragó népművész alkotása.

## A templomban szolgáló papok
- 1971–1992 Szenderffy Ferenc
- 1992–1999 Aczél László pálos szerzetes[3]
- 1999–2000 Simon Péter, Balázs Tibor helyben lakó lelkipásztori munkatárssal, hitoktatóval
- 2000– Kispál György plébános, a lelkipásztori munkatárs továbbra is Balázs Tibor